# スタッガード・フェルミオン
スタッガード・フェルミオン (staggered fermion) とは、格子上の場の理論においてフェルミオンを記述する際に生じるフェルミオン・ダブリング問題を解決するために用いられる理論形式のひとつである。Kogut–Susskindフェルミオン、KSフェルミオンとも呼ばれる。レオナルド・サスキンドによって1977年に初めて提案された。

## 概要
スタッガード・フェルミオンは、実際の格子QCDのシミュレーションにおいてフェルミオンを導入する際に、ウィルソン・フェルミオンと並んで広く用いられている方法である。計算機上での計算コストはウィルソン・フェルミオンやその他の方法と比べて最も小さく、実際の計算では最初の適用例として採用されやすい。さらに、本来のカイラル対称性の名残としてU(1)対称性を持つため、カイラル対称性について議論する際に有効である。
スタッガード・フェルミオンによる定式化では、4次元空間においてダブラーとして現れる 24 個の自由度を、4つのスピノル成分を持つ4種類のフェルミオンとして扱う。すなわち、ウィルソン・フェルミオンのようにダブラーを除去するのではなく、余分な自由度を残したままでフェルミオンが記述される。
このとき現れる4種類の自由度は単に「フレーバー」と呼ぶか、クォークのフレーバーと区別して「テイスト (taste)」と呼ぶ。異なるテイスト間の対称性はテイスト対称性と呼ばれ、テイスト対称性の破れによって、スタッガード・フェルミオンを用いて格子上で記述される粒子の質量が分裂する。連続理論において、これらの粒子の質量は縮退していなければならず、質量のずれをチェックすることは重要な問題である。「テイスト」という名称は、Christopher Aubinらのグループによって2003年に命名された。

## 解説
スタッガード・フェルミオンの1成分の作用は
{\displaystyle S_{\mathrm {staggerd} }={\frac {1}{2}}\sum _{n,\mu }\eta _{\mu }(n)\left[{\bar {\chi }}_{n}U_{\mu }(n)\chi _{n+{\hat {\mu }}}-{\bar {\chi }}_{n+{\hat {\mu }}}U_{\mu }^{\dagger }(n)\chi _{n}\right]+M\sum _{n}{\bar {\chi }}_{n}\chi _{n}}
となる。ここで、χn, χn はサイト n に置かれた1成分のスタッガード・フェルミオン場、Uμ(n) はサイト n から  方向へ張られるゲージ場のリンク変数、M はフェルミオンの無次元化された質量である。符号関数 ημ(n) は時空の成分それぞれ（μ=1,2,3,4）に対して
{\displaystyle \eta _{1}(n)=1,\ \ \ \eta _{\mu }(n)=(-1)^{n_{1}+n_{2}+\cdots +n_{\mu -1}}}
となる。このようにして正負の符号を調整することで、スタッガード・フェルミオンの単位格子は 24 個の頂点を持つ超立方体となっている。

### スタッガード・フェルミオンのカイラル対称性
スタッガード・フェルミオンの作用は、M=0 のとき以下のU(1)変換（修正されたカイラル変換）の下で不変である。
{\displaystyle {\begin{cases}\chi _{n}\to e^{i\theta \epsilon (n)}\chi _{n}\\{\bar {\chi }}_{n}\to {\bar {\chi }}_{n}e^{i\theta \epsilon (n)}\end{cases}}}
ここで、ε(n) は4次元空間において
{\displaystyle \epsilon (n)=(-1)^{n_{1}+n_{2}+n_{3}+n_{4}}}
である。この因子により、格子上の隣り合うサイトに置かれたフェルミオン同士（例えば、χn と χn+μ）の位相は逆符号となり、結果として差分項は不変となる。質量項の場合は、同じサイト上に置かれたフェルミオン同士の積であるので不変ではない。つまり、スタッガード・フェルミオンに対するカイラル対称性は、格子上でサイトを奇数回ずらす対称性を意味している。

### ディラック・フェルミオンへの書き換え
1成分のスタッガード・フェルミオンは4成分のディラック・フェルミオンとして書き換えることができる。
{\displaystyle \psi (N)_{\alpha ,f}=N_{0}\sum _{A}({\frac {\gamma _{A}}{2}})_{\alpha ,f}\,\chi _{A}(N)}
{\displaystyle {\bar {\psi }}(N)_{\alpha ,f}=N_{0}\sum _{A}{\bar {\chi }}_{A}(N)({\frac {{\bar {\gamma }}_{A}}{2}})_{\alpha ,f}}
ここで、α はスピノルの添え字、f はテイストの添え字、N0 は規格化定数である。γA とその複素共役 γA はガンマ行列を用いて
{\displaystyle \gamma _{A}\equiv \gamma _{1}^{A_{1}}\gamma _{2}^{A_{2}}\gamma _{3}^{A_{3}}\gamma _{4}^{A_{4}}}
と定義される。ここで、Aμ=0,1 であり、A は4次元超立方体の16個の頂点 (0,0,0,0),(1,0,0,0),…,(1,1,1,1) に対して全ての和をとっている。
上式を用いて、スタッガード・フェルミオンの作用をディラック・フェルミオンで書き換えると、
{\displaystyle S_{\mathrm {staggerd} }={\frac {1}{N_{0}^{2}}}\sum _{N,\mu }{\bar {\psi }}_{N}\left[(\gamma _{\mu }\otimes \mathbf {1} ){\frac {\nabla _{\mu }}{2}}+(\gamma _{5}\otimes \gamma _{\mu }^{T}\gamma _{5}^{T}){\frac {\nabla _{\mu }^{2}}{2}}+M(\mathbf {1} \otimes \mathbf {1} )\right]\psi _{N}}
となる。ここで、テンソル積はスピンとテイストの対称性 {\displaystyle SU(4)\otimes SU(4)} に対応し、格子上の差分演算子の定義は
{\displaystyle \nabla _{\mu }\psi _{N}\equiv {\frac {\psi _{N+{\hat {\mu }}}-\psi _{N-{\hat {\mu }}}}{2}}}
{\displaystyle \nabla _{\mu }^{2}\psi _{N}\equiv {\frac {\psi _{N+{\hat {\mu }}}+\psi _{N-{\hat {\mu }}}-2\psi _{N}}{2}}}
である。この作用の第1項は通常の運動項、第3項は通常の質量項で、第2項が異なるテイスト間の相互作用を表す項である。第2項により、テイスト対称性は露わに破れている。

## 参照
1. ↑  
Leonard Susskind (1977). “Lattice Fermions”. Physical Review D 16 (10):  3031-3039. doi:10.1103/PhysRevD.16.3031.
2. ↑  
C. Aubin, C. Bernard, Carleton E. DeTar, Steven A. Gottlieb, Urs M. Heller, K. Orginos, R. Sugar, D. Toussaint (2003). “Chiral logs with staggered fermions”. Nucl.Phys.Proc.Suppl. 119:  233-235. doi:10.1016/S0920-5632(03)01511-1.
3. ↑  
C. Aubin and C. Bernard (2003). “Pion and kaon masses in staggered chiral perturbation theory”. Physical Review D 68 (3):  034014. doi:10.1103/PhysRevD.68.034014.